# Soignies
Soignies (nederlandsk: Zinnik, tysk: Söglingen) er en by i Vallonien i det sydlige Belgien. Byen ligger i provinsen Hainaut, ved bredden af floden Zenne. Indbyggertallet er på 27.603 (2018), og byen har et areal på 110,3 km².
Af personer fra Soignies kan nævnes blandt andet biologen Jules Bordet.